# 斯氏月鰺
斯氏月鰺（学名：Selene spixii），為輻鰭魚綱鱸形目鱸亞目鰺科月鰺屬下的一個種，為熱帶海水魚，分布於西大西洋區，從墨西哥到巴西的聖埃斯皮里托海域，體短呈菱形且側扁，頭部輪廓陡峭且額頭突起，腹鰭相當短，尾鰭叉形，體無鱗，棲息在沿海底層水域，生活習性不明，無經濟價值。